# Olga Sosnovska
Olga Sosnovska, właśc. Olga Sosnowska (ur. 21 maja 1972 w Wieluniu) – polsko-brytyjska aktorka. Jej mężem jest aktor Sendhil Ramamurthy, z którym ma córkę Halinę oraz syna Alexa.

## Filmografia
- 1999–2003: The Vice – Tanya
- 2000–2005: Pan na dolinie – Marie-Helene
- 2000: Take Me – Andrea Patton
- 2000: Jazon i Argonauci – Atalanta
- 2000: Gormenghast – Keda
- 2001: Prawo i porządek: Zbrodniczy Zamiar – Jeanne Marie
- 2001: Podróż na zachód – Linda
- 2002: Spooks – Fiona Carter
- 2004: Głowa do góry – Simone
- 2007: Ocean’s Thirteen – Debbie
- 2011: Weeds – Zoya